# Le Sens de la vie (bande dessinée)
Pour les articles homonymes, voir Le Sens de la vie (homonymie).
Le Sens de la vie est le douzième tome de la série de bande dessinée Titeuf écrite et dessinée par Zep. Il est sorti le 28 août 2008.

## Synopsis
Le père de Titeuf tombe en dépression à la suite de la délocalisation de l'entreprise qui l'emploie. Titeuf se fait également du souci car il sent que l’adolescence et ses péripéties sont très proches.

## Liste des histoires et leurs synopsis
1. L’Âge ingrat : Titeuf part à la campagne, où il retrouve son cousin Thierry. Problème celui-ci a évolué... pour le pire !
2. Préau academy : il y a dans la cour de récréation une caméra. Les élèves croient qu'elle détecte les futurs prodiges du cinéma...
3. Fumer peut rendre la vie nulle : Titeuf fume dans sa chambre, mais cette cigarette va lui causer beaucoup d'ennuis...
4. Mon papa c’est le plus fort : Titeuf et son père se font agresser par un délinquant dans le métro…
5. L’Écluse de l'amour : Manu raconte des choses à propos de la bave qui coule lorsqu'on s'embrasse...
6. Zéro d’autographe : un footballeur attire les gamins. Titeuf n'est pas convaincu par son autographe...
7. Le Roi de la drague : à la suite d'un compromis avec Manu à propos de la confiance en soi, Titeuf est paré à draguer Nadia…
8. La Loi de la pesanteur : Titeuf se fait du souci car son père perd ses cheveux. Ces amis affirment que c'est lié à la gravité…
9. Tintin le dégueulasse : Titeuf rend à la bibliothèque un Tintin au Tibet dégradé. Problème, des pages ont disparu...
10. Finesse : Titeuf et Hugo s'urinent dessus aux toilettes...
11. Le Détonateur secret : Titeuf raconte comment se déroule la visite médicale à l’école…
12. Darling Zizie : pour Titeuf, sa petite sœur est embêtante, elle n’arrête pas de s'approprier ses objets…
13. Zizie power : Titeuf aperçoit que pour se faire consoler par son père, Zizie se tape la tête sur le sol. Titeuf fait de même à l’école…
14. Les Mystères de l’économie : Titeuf s'emmêle les pinceaux à cause d'une affiche publicitaire pour une banque…
15. Kamikaze : Titeuf voit un reportage sur les kamikazes à la télévision. Il s'imagine ce qu'il pourrait faire s'il en était un.
16. Papa fait une dépression : Hugo est persuadé que le père de Titeuf fait une dépression à cause d'une maladie mentale...
17. Le Sens de la vie : Pour aider son père, Titeuf prend des initiatives et aère le salon. Ce geste va par malheur tourner au gag…
18. Le Bouton du mérite : Marco se vante des boutons qu'il arbore sur son nez signe de puberté, ce qui rend jaloux Titeuf.
19. La classe dominante : Titeuf et Romuald se disputent à l'école à propos d'intelligence et de séduction.
20. Super papa : Titeuf a récolté une note catastrophique qu'il doit faire signer, alors que ce n'est pas du tout le bon moment.
21. Tout fout l’camp[2] : Titeuf se fait racketter par le grand Diego. Il va employer la même méthode sur plus petit que lui.
22. Iron titeuf : Titeuf se rend invulnérable. Manu explique que l’autodéfense, c'est psychologique mais Titeuf n'y croit pas…
23. Ceinture noire du cerveau : Titeuf met en œuvre la pensée de Manu, un peu trop même…
24. Vive le sport : Diego n’a même pas le temps d'accoster Titeuf que celui-ci et ces amis le prennent dans une embuscade…
25. Pieds freedom : Manu étonne ses potes en expliquant que toutes les parties du corps respirent…
26. Les Voyageurs du mercredi : Titeuf s'imagine en héros de chaque dessin animé qu'il regarde à la télévision.
27. La Cantine de l’horreur : À la cantine Jean-Claude mange son repas salement. Titeuf est subjugué par le spectacle…
28. Le Festival manga : Titeuf et Manu se moquent des cosplayers d'un festival manga…
29. Bio dans ta tête : La mère de Titeuf vante l'alimentation bio, le second n'est pas du tout convaincu…
30. Encore plus fort : Titeuf joue la mélancolie à cause de lentes détectées sur ses cheveux…
31. Les Jours meilleurs : sorti de dépression, le père de Titeuf ne laisse aucun répit d'amusement à son fils.
32. Les Jeux olympiques du neurone : Titeuf jaloux des notes de Romuald va découvrir que ces ignorances ont du bon...
33. La Cuisine créative : Pour Titeuf et ses amis, la cantine à défaut d'être gastronomique, laisse place à beaucoup de créativité...
34. Thérèse : Titeuf raconte comment Thérèse se comporte d'habitude…
35. Solidarité avec les plus mal lotis : L'ennuyeux conférencier Monsieur Dubouvreuil, alimente les pensées de Titeuf...
36. La Faille temporelle : Titeuf se décompose avec le temps, à l'écoute de M. Dubrouvreuil et sa conférence…
37. Jurassic Love : La maîtresse adopte une nouvelle coupe. Une parade destinée à séduire M. Debouvreuil ?…
38. Disco Survivor : Pour tenir une boum entière, Titeuf rivalise d'ingéniosité, au point de zapper l'invraisemblable.
39. La Peau de la maîtresse : Titeuf et Manu se demandent si le remplaçant de Mme Biglon ne serait pas... Mme. Biglon.
40. Les Amoureux du parc : Titeuf, Hugo et Manu espionnent Mme. Biglon et M. Debouvreuil dans le parc.
41. Nos ancêtres les veinards : Le père de Titeuf explique que ses ancêtres avaient moins de jouets que lui.
42. Puduk’ aromate : Puduk' fait sentir son doigt à Titeuf, sauf que ce doigt...
43. Répétition générale : Titeuf veut s'entraîner à s'embrasser en respectant le rythme de la langue…

## Divers
- Dans l’épisode Les voyageurs du Mercredi  lorsque Titeuf s’imagine en héros de dessins animés, on reconnaît Batman, Scooby-Doo et Quad (Ben 10).

## Nouveaux personnages
- Thierry : Le cousin de Titeuf. Il est la caricature de l'ado moderne (flemmard, boutonneux…).
- Thérèse : Une camarade de classe de Titeuf aux cheveux roses. Elle est décrite comme une fille très naïve et bête. (strip intitulé "Thérèse" : voir ci-dessus).